# Rajiv Gandhi
Rajiv Gandhi (født 20. august 1944 i Bombay, død (myrdet) 21. maj 1991 i Sriperumbudur, Tamil Nadu) var en indisk politiker, der var Indiens premierminister fra 1984 til 1989.
Rajiv Gandhi var søn af Indira Gandhi. Han overgik til katolicismen i forbindelse med giftermålet med Sonia Gandhi i 1969. De fik to børn: sønnen Rahul Gandhi (1970) og datteren Priyanka Gandhi (1972). Rajiv Gandhi blev dræbt af en kvindelig selvmordsbomber, D.T. Rajaratnam, en tamilsk separatist fra Sri Lanka i 1991.